# بیریوسا
بیریوسا (به لاتین: Biryusa) یک رود در روسیه است که در استان ایرکوتسک و سرزمین کراسنویارسک واقع شده‌است. بیریوسا ۱٬۰۱۲ کیلومتر طول دارد.